# Pont des Voltigeurs
Le pont des Voltigeurs est un pont routier situé à Drummondville qui relie deux secteurs de cette ville en enjambant la rivière Saint-François. Il dessert ainsi la région administrative du Centre-du-Québec et constitue également un élément essentiel de l'axe routier Montréal - Québec (ville).

## Description
Le pont est emprunté par les autoroutes 20 et 55 ainsi que par la route Transcanadienne. Il comporte quatre voies de circulation, soit deux voies par direction, lesquelles sont séparées par un muret central en béton.
Afin de ramener l'autoroute qui mène au pont dans l'axe transversal de la rivière, celle-ci comporte des courbes assez prononcées à chacune des extrémités du pont. Deux échangeurs (les sorties 179 et 181) permettent de relier le pont au réseau local.
On estime que 40 000 véhicules empruntent le pont chaque jour, soit une moyenne annuelle de 14,6 millions de véhicules. Ce débit en fait le pont le plus achalandé du Centre-du-Québec, devant le pont Laviolette.

## Toponymie
Le nom du pont rappelle les Voltigeurs canadiens, un corps de milice canadien-français levé pour combattre durant la guerre anglo-américaine de 1812 et qui était placé sous les ordres de Charles-Michel d'Irumberry de Salaberry. Un régiment de réserve des Forces canadiennes, les Voltigeurs de Québec, fut nommé en l'honneur de ce premier régiment lors de sa fondation en 1862.
À proximité du pont, on trouve un parc des Voltigeurs ainsi qu'un camping des Voltigeurs. De plus, l'équipe de hockey junior majeur de Drummondville porte le nom des Voltigeurs de Drummondville.